# Gaganvihari Lallubhai Mehta
Gaganvihari Lallubhai Mehta (Ahmedabad, 15 de abril de 1900-28 de abril de 1974) fue un diplomático, indio.

Gaganvihari Lallubhai Mehta fue hijo de Lallubhai Shamaldas Mehta, un industrial que fue el fundador Presidente / Director de Bank of Baroda, Scindia Navegación Acero, grupo Walchand Hirachand. 
Fue nieto de su abuelo Shamaldas Parmananddas Mehta fue el Diwan (ministro principal de rango ministerial) del viejo Estado Bhavnagar.
Durante el inicio del Indian Home Rule movement en 1917, asistió a una conferencia presidida por Gandhi y quedó impresionado. Regresó de Londres a la India y se unió como editor adjunto del periódico Bombay Chronicle.
A partir de 1924 fue empleado de la Scindia Steam Navigation Company Ltd.
En 1942 fue presidente de la Federation of Indian Chambers of Commerce. 
En 1947 fue miembro de la asamblea que decidió la Constitución de la India.
El Gobierno de la India le había designado como presidente de la Junta Arancelaria. 
Pandit Nehru lo designó como miembro de la Comisión Financiera. 
- De 1952 a 1958 fue embajador en Washington D. C. con coacredición en México, D. F. y La Habana (Cuba.

El 22 de agosto de 1955 su vuelo del Aeropuerto Nacional Ronald Reagan de Washington a la Aeropuerto Internacional de la Ciudad de México hizo escala en Aeropuerto Intercontinental George Bush. En un restaurante fue dirigido a un cuarto separado porque fueron aplicadas las leyes de segregación racial de Texas.
Cultivó relaciones personales con senadores del Partido Demócrata (Estados Unidos) y del Partido Republicano (Estados Unidos).
En 1958 fue presidente de la ICICI Bank.
En 1959, el Gobierno de la India le concedió con Padma Vibhushan.